# Wayne Sisk
Wayne 'Skinny' Sisk (4 de Março de 1922 - 13 de Julho de 1999) foi um suboficial da Easy Company, integrante da 101ª Divisão Aerotransportada do Exército dos Estados Unidos, na Segunda Guerra Mundial. Sisk foi interpretado pelo ator Philip Barantini Wayne na minisérie Band of Brothers.

## Juventude
Sisk nasceu em 4 de março de 1922 em Herndon, West Virginia.

## Serviço Militar
Sisk se alistou e foi voluntário para os paraquedistas. Ele foi enviado para Toccoa, Georgia onde recebeu treinamento e designado para a Easy Company. Sisk, juntamente com Frank Perconte, Herman Hanson and Carwood Lipton, foram os primeiros quatro soldados da Easy Company.
Sisk fez seu primeiro salto em combate na Normandia no Dia D e estava no mesmo avião de Walter Gordon. Ele deu um sorriso e quebrou a tensão antes do salto dizendo: "Alguém aqui quer comprar um bom relógio?" Sisk lutou com sua unidade na  Operação Market Garden e na Batalha do Bulge, nesta última foi atingido na perna por estilhaços durante o bombardeio por forças alemãs. Depois de tratar os ferimentos Sisk retornou à unidade novamente.
Enquanto em missão de ocupação em Kaprun, o capitão Ronald Speirs ordenou ao primeiro-sargento Lynch para reunir Sisk, Don Moone e Joseph Liebgott para encontrar e matar um oficial nazista que estava escondido numa fazenda nas proximidades. O nazista foi encontrado e baleado duas vezes por Liebgott, mas não foi morto. Após Moone se recusar a atirar, Sisk atirou e matou o oficial nazista.

## Últimos anos
Sisk viveu entre Raleigh e Wyoming toda a sua vida. Após a guerra ele se tornou empreiteiro. Ele sofria com as lembranças da guerra e desenvolveu problemas com a bebida. Seu problema com a bebida foi resolvido após uma conversa com a sobrinha de quatro anos.
Durante a guerra, Sisk prometeu a Deus que se sobrevivesse a guerra se tornaria se tornaria pastor e depois foi ordenado como ministro. Em 1949, ele foi ordenado como ministro da Igreja Batista.